# Praça Varnhagen

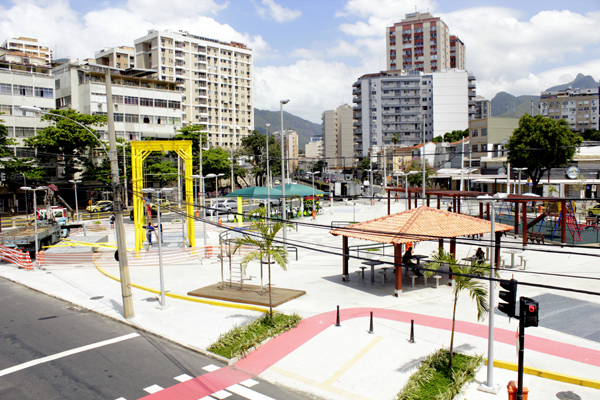
A Praça Varnhagen em 2016.

A Praça Varnhagen é uma praça situada no bairro da Tijuca, na Zona Norte da cidade do Rio de Janeiro. Localiza-se no encontro das seguintes ruas e avenidas: Avenida Maracanã; Rua Almirante João Cândido Brasil; Rua Felipe Camarão; Rua Jaceguai; e Rua Visconde de Itamarati. A praça, que constitui o principal polo gastronômico da Tijuca, possui uma intensa circulação noturna, especialmente nos fins de semana, devido à quantidade de bares e botecos localizados em seu entorno.
A praça, por vezes referida por Vanhargem, tem seu nome em homenagem a Francisco Adolfo de Varnhagen, um militar, diplomata e historiador brasileiro. É autor do livro História Geral do Brasil, escrito durante a década de 1850 e que é considerado por muitos como a maior obra historiográfica sobre o Brasil Colonial já produzida.

## História

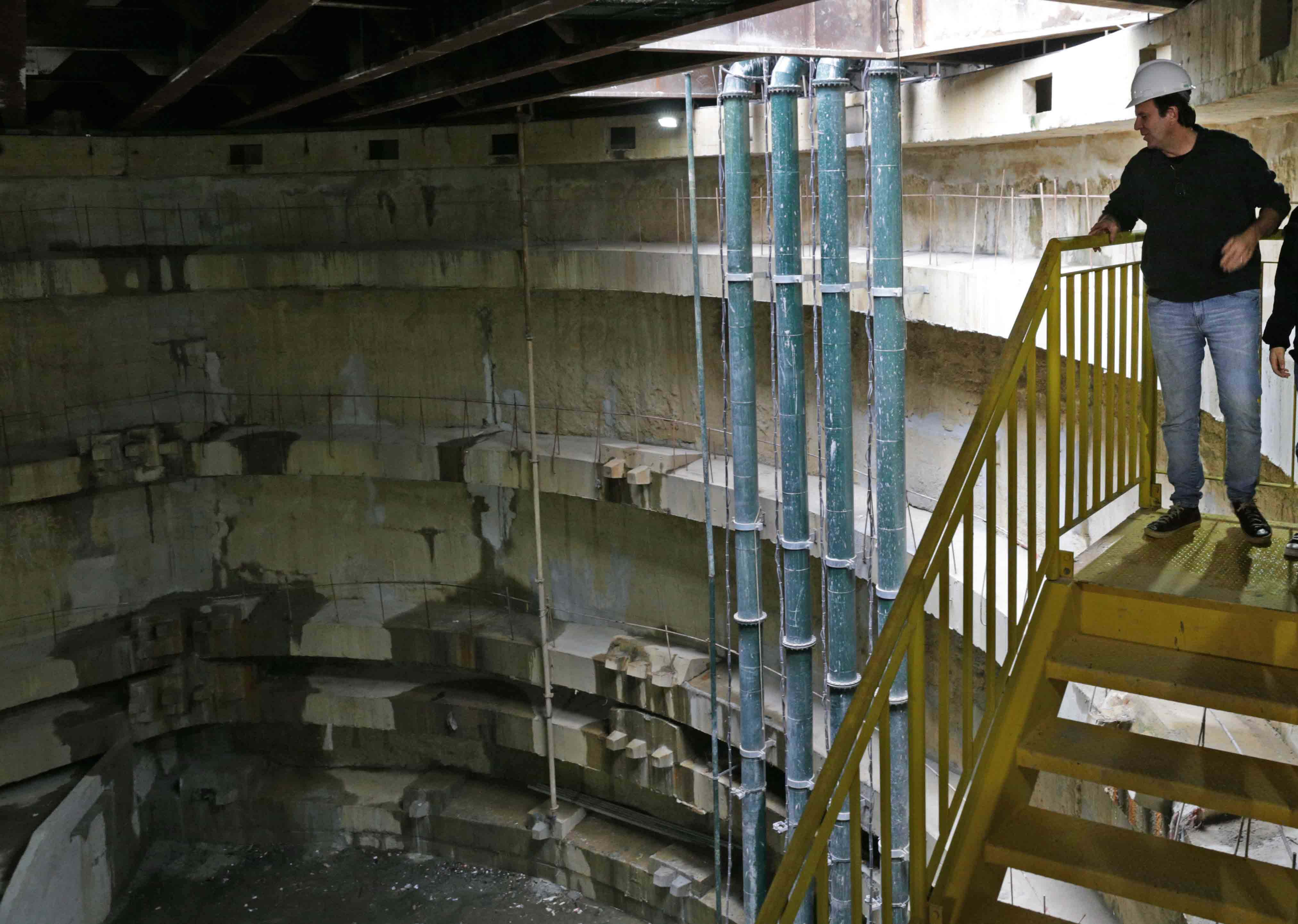
Eduardo Paes, ex-prefeito do Rio de Janeiro, no interior do reservatório de águas pluviais da Praça Varnhagen, em 2016.

Na década de 1990, a Praça Varnhagen era popularmente conhecida como Praça dos Passarinhos devido ao grande comércio de aves existente na região. No entanto, a feira de passarinhos, que era realizada regularmente durante os finais de semana, foi posteriormente transferida para o entorno da Estação São Francisco Xavier do Metrô do Rio de Janeiro. A partir dos anos 2000, o entorno da praça solidificou-se como um grande polo gastronômico da Grande Tijuca com a instalação de bares, de botecos, de casas noturnas e de restaurantes na região.
No dia 12 de junho de 2016, o então prefeito carioca Eduardo Paes inaugurou um reservatório de águas pluviais, popularmente conhecido como "piscinão", construído numa área de 3.502 m² sob a praça com a finalidade de reservar a água de chuvas fortes, acumulando os volumes e amortecendo os picos das vazões (volume/tempo), evitando assim transbordamento de rios do entorno e enchentes. Com capacidade para armazenar até 43 milhões de litros de água, o reservatório possui uma estrutura composta de um conjunto de bombas, responsáveis por manter o controle de fluxo de entrada e saída de água procedente do Rio Maracanã, sala de controle operacional e painel de controle. O "piscinão" da Praça Varnhagen foi construído no âmbito do Programa de Controle de Enchentes da Grande Tijuca, elaborado com a finalidade de evitar enchentes nos bairros da Grande Tijuca. Outros quatro reservatórios, sendo um localizado sob a Praça da Bandeira e os outros três situados sob a Praça Niterói, haviam sido inaugurados anteriormente também no âmbito do referido programa. No mesmo dia também foi entregue a reforma da Praça Varnhagen, que foi reurbanizada e passou a contar com academia da terceira idade, área para ginástica e musculação, fraldários, mesas de jogos e parquinho infantil.

## Pontos de interesse
Os seguintes pontos de interesse situam-se nas redondezas da Praça Varnhagen:
- Aldeia Campista
- Buxixo Choperia
- Bar e Restaurante Garota da Tijuca
- Bar Varnhagen
- Edifício Administrativo da Comlurb